# Les Offrandes oubliées
Les Offrandes oubliées sont une méditation symphonique pour orchestre composée par Olivier Messiaen en 1930. Il s'agit de sa première œuvre orchestrale si on exclut les œuvres de jeunesse. Le compositeur en a fait une version pour piano publiée en février 1931.

## Création
La première audition eut lieu le 19 février 1931 à Paris, au Théâtre des Champs-Élysées, par l'Orchestre des concerts Straram sous la direction de Walther Straram.

## Analyse succincte
Cette œuvre est construite sous la forme d'un triptyque : trois parties enchaînées, et précédées d'un commentaire du compositeur lui-même. Ce dernier évoque « l'oubli de l'homme devant le sacrifice du Christ » : 
Les bras étendus, triste jusqu'à la mort,

sur l'arbre de la Croix vous répandez votre sang.

Vous nous aimez, doux Jesus, nous l'avions oublié.

Poussés par la folie et le dard du serpent,

dans une course haletante, effrénée, sans relâche,

nous descendions dans le péché comme dans un tombeau.

Voici la table pure, la source de la charité,

le banquet du pauvre, voici la Pitié adorable offrant

le pain de la Vie et de l'Amour.

Vous nous aimez, doux Jesus, nous l'avions oublié.

### La Croix
« Premier volet de l'œuvre, plainte des cordes dont  les « neumes » douloureux divisent la mélodie en groupes de durées inégaux, coupés de longs gémissements gris et mauves »

### Le Péché
Second volet, sorte de « course à l'abîme » où l'on remarque les grands accents-désinences, les sifflements des harmoniques en glissando et les appels incisifs des trompettes.

### L'Eucharistie
Dernier volet, « Phrase longue et lente des violons, qui s'élève sur un tapis d'accords pianissimo, avec des rouges, des ors, des bleus (comme un lointain vitrail), dans la lumière des cordes solistes en sourdine. »

## Effectif orchestral
- 3 flûtes, 2 hautbois, 1 cor anglais, 2 clarinettes, 1 clarinette basse, 3 bassons ; 4 cors, 3 trompettes, 3 trombones, 1 tuba ; timbales, percussions (grosse caisse, cymbales, triangle) ; les cordes

## Durée d'exécution
- 11-12 minutes.